# Siegfried Bock

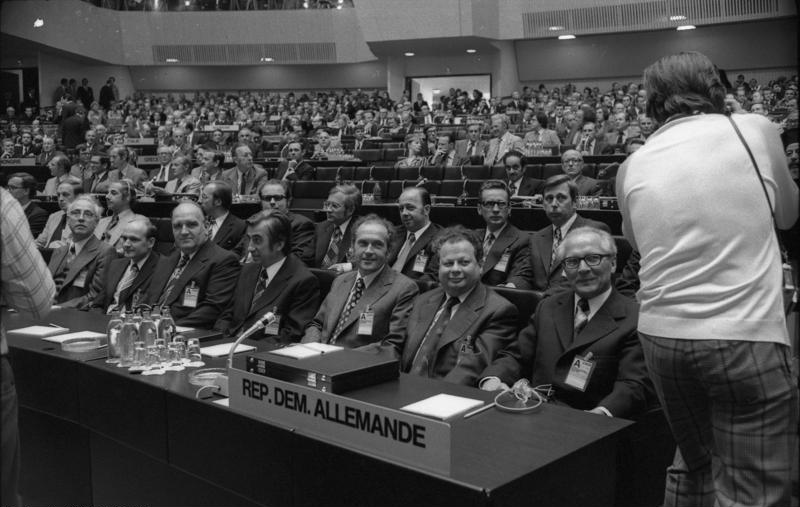
Siegfried Bock (4. von rechts) während der KSZE 1975

Siegfried Bock (* 26. September 1926 in Meerane; † 1. Januar 2019 in Berlin) war ein deutscher Politiker der Sozialistischen Einheitspartei Deutschlands (SED) und Diplomat der Deutschen Demokratischen Republik (DDR). Er war von 1977 bis 1984 Botschafter der DDR in Rumänien und von 1988 bis 1990 in Jugoslawien.

## Leben
Bock erlernte nach der Volksschule den Beruf des Textilkaufmanns, er beantragte am 30. Januar 1944 die Aufnahme in die NSDAP und wurde zum 20. April desselben Jahres aufgenommen (Mitgliedsnummer 9.977.190). Nach dem Ende des Zweiten Weltkriegs studierte er Rechtswissenschaften an der Universität Leipzig und wurde 1950 Diplom-Jurist, 1955 an der Friedrich-Schiller-Universität Jena promoviert und später zum Professor habilitiert. 1946 trat er in die SED ein und war ab 1951 Mitarbeiter des Ministeriums für Auswärtige Angelegenheiten der DDR (MfAA). Bock leitete von 1953 bis 1957 die Abteilung für Rechts- und Vertragswesen im MfAA. 

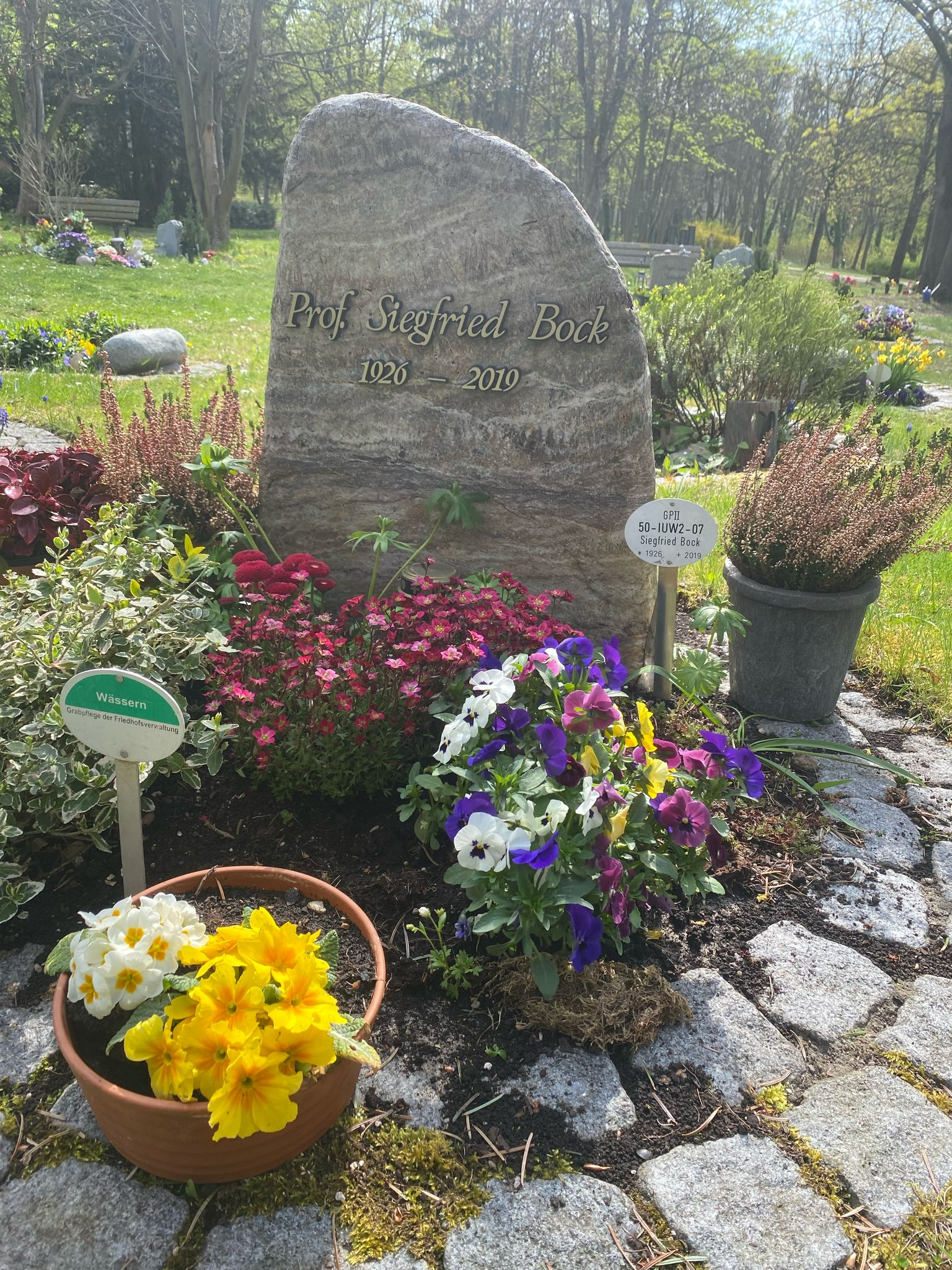
Grabstätte auf dem Georgen-Parochial-Friedhof II

1959 war Bock juristischer Berater der DDR-Delegation bei der Genfer Außenministerkonferenz und von 1962 bis 1966 Botschaftsrat in Rumänien. Von 1967 bis 1977 war er, als Nachfolger von Gerhard Herder, Leiter der Abteilung Grundsatzfragen im MfAA. 
Von 1972 bis 1975 war Bock bei der Konferenz für Sicherheit und Zusammenarbeit in Europa (KSZE) in Helsinki und Genf tätig und zeitweise Leiter der DDR-Delegation in Genf. Von 1977 bis November 1984 war er, als Nachfolger von Hans Voß, Botschafter der DDR in Rumänien, danach von 1984 bis 1988 Leiter der Abteilung Südosteuropa im MfAA und von 1988 bis Ende September 1990 Botschafter der DDR in Jugoslawien.
Von 1993 bis 2005 war Bock Präsident, dann Ehrenpräsident, des Verbandes für Internationale Politik und Völkerrecht (VIP), der aus dem Berufsverband der DDR-Diplomaten hervorgegangen ist.
Siegfried Bock ruht auf dem Georgen-Parochial-Friedhof II.

## Schriften
- Die Stellung der Ehefrau im Staatsangehörigkeitsrecht der wichtigsten Staaten und die sich daraus ergebenden Hinweise für eine gesamtdeutsche Regelung dieser Fragen : (eine rechtsvergleichende Abhandlung) (Dissertation, Jena, 1955)
- Wie kann der Frieden in Europa gesichert werden? Berlin 1968.
- Für kollektive Sicherheit in Europa. Die Europa-Politik der DDR. Verlag Zeit im Bild, Dresden 1968.
- (als Herausgeber): DDR-Außenpolitik im Rückspiegel. Diplomaten im Gespräch. Lit-Verlag, Berlin, Münster 2004, ISBN 3-8258-7539-3.
- (als Herausgeber): DDR-Außenpolitik im Rückspiegel. Alternative deutsche Außenpolitik? Lit-Verlag, Berlin, Münster 2006, ISBN 3-8258-9278-6.
- (als Herausgeber): DDR-Außenpolitik: Ein Überblick. Daten, Fakten, Personen (III). Lit-Verlag, Berlin, Münster 2010, ISBN 978-3-643-10559-2

## Auszeichnungen
- Vaterländischer Verdienstorden (DDR) in Bronze (1971), in Silber (1976) und in Gold (1986)[6]